# II liga polska w piłce nożnej (1966/1967)
II liga 1966/1967 – 19. edycja rozgrywek drugiego poziomu ligowego piłki nożnej mężczyzn w Polsce. Wzięło w nich udział 16 drużyn, grając systemem kołowym. Sezon ligowy rozpoczął się w sierpniu 1966, ostatnie mecze rozegrano w czerwcu 1967.
| Poziomy rozgrywkowe w sezonie 1966/1967 | Poziomy rozgrywkowe w sezonie 1966/1967 | Poziomy rozgrywkowe w sezonie 1966/1967 |
| Rozgrywki                               | P                                       | Nazwa                                   |
| --------------------------------------- | --------------------------------------- | --------------------------------------- |
| Centralne                               | I                                       | I liga                                  |
| Centralne                               | II                                      | II liga                                 |
| Makroregionalne                         | III                                     | III Liga (4 grupy)                      |
| Okręgowe (17 okręgów)                   | IV                                      | Liga okręgowa                           |
| Okręgowe (17 okręgów)                   | V                                       | A klasa                                 |
| Okręgowe (17 okręgów)                   | VI                                      | B klasa                                 |

## Drużyny
| Uczestnicy poprzedniej edycji                                                                                 | Uczestnicy poprzedniej edycji | Uczestnicy poprzedniej edycji | Uczestnicy poprzedniej edycji |
| --- | ----------------------------- | ----------------------------- | ----------------------------- |
| UNR | Unia Racibórz                 | 3                             |                               |
| GTH | Górnik Thorez                 | 4                             |                               |
| GWB | Górnik Wałbrzych              | 5                             |                               |
| LGD | Lechia Gdańsk                 | 6                             |                               |
| SMI | Stal Mielec                   | 7                             |                               |
| GDY | MZKS Gdynia                   | 8                             |                               |
| STŁ | Start Łódź                    | 9                             |                               |
| GAR | Garbarnia Kraków              | 10                            |                               |
| VIC | Victoria Jaworzno             | 11                            |                               |
| HUT | Hutnik Nowa Huta              | 12                            |                               |
| Spadek z I ligi 1965/1966                                                                                     |                               |                               |                               |
| ODO | Odra Opole                    | 13                            |                               |
| GWA | Gwardia Warszawa              | 14                            |                               |
| Awans z III ligi 1965/1966                                                                                    |                               |                               |                               |
| zwycięzcy baraży o awans                                                                                      |                               |                               |                               |
| LOT | Lotnik Wrocław                | 1 (gr. I)                     |                               |
| OLI | Olimpia Poznań                | 1 (gr. II)                    |                               |
| PBD | Polonia Bydgoszcz             | 1 (gr. III)                   |                               |
| WOL | Warmia Olsztyn                | 1 (gr. IV)                    |                               |
| Oznaczenia: - kolumna pierwsza – skróty nazw drużyn, - kolumna trzecia – miejsce zajęte w poprzednim sezonie. |                               |                               |                               |

## Rozgrywki
Uczestnicy rozegrali 30 kolejek ligowych po 8 meczów każda (razem 240 spotkań) w dwóch rundach – jesiennej i wiosennej.
Mistrz i wicemistrz II ligi uzyskali awans do I ligi, a zespoły z miejsc 13–16 spadły do III ligi.

### Tabela
| Lp. | Drużyna                  | M  | Z  | R  | P  | Bramki | Bramki | Różn. | Pkt | Uwagi              |
| --- | ------------------------ | -- | -- | -- | -- | ------ | ------ | ----- | --- | ------------------ |
| 1   | Gwardia Warszawa (M) (A) | 30 | 16 | 9  | 5  | 57     | 26     | +31   | 41  | Awans do I ligi    |
| 2   | Odra Opole (A)           | 30 | 16 | 9  | 5  | 43     | 17     | +26   | 41  | Awans do I ligi    |
| 3   | Górnik Wałbrzych         | 30 | 15 | 10 | 5  | 42     | 30     | +12   | 40  |                    |
| 4   | Unia Racibórz            | 30 | 13 | 7  | 10 | 51     | 40     | +11   | 33  |                    |
| 5   | Garbarnia Kraków         | 30 | 11 | 10 | 9  | 32     | 26     | +6    | 32  |                    |
| 6   | MZKS Gdynia              | 30 | 12 | 8  | 10 | 32     | 35     | −3    | 32  |                    |
| 7   | Hutnik Nowa Huta         | 30 | 12 | 7  | 11 | 31     | 26     | +5    | 31  |                    |
| 8   | Górnik Thorez            | 30 | 12 | 5  | 13 | 41     | 35     | +6    | 29  |                    |
| 9   | Lotnik Wrocław           | 30 | 10 | 8  | 12 | 38     | 41     | −3    | 28  |                    |
| 10  | Olimpia Poznań           | 30 | 12 | 4  | 14 | 39     | 45     | −6    | 28  |                    |
| 11  | Victoria Jaworzno        | 30 | 9  | 9  | 12 | 32     | 39     | −7    | 27  |                    |
| 12  | Start Łódź               | 30 | 9  | 9  | 12 | 27     | 35     | −8    | 27  |                    |
| 13  | Lechia Gdańsk (S)        | 30 | 8  | 10 | 12 | 27     | 34     | −7    | 26  | Spadek do III ligi |
| 14  | Stal Mielec (S)          | 30 | 10 | 5  | 15 | 35     | 52     | −17   | 25  | Spadek do III ligi |
| 15  | Warmia Olsztyn (S)       | 30 | 10 | 4  | 16 | 39     | 58     | −19   | 24  | Spadek do III ligi |
| 16  | Polonia Bydgoszcz (S)    | 30 | 4  | 8  | 18 | 29     | 56     | −27   | 16  | Spadek do III ligi |